# بنك الكريمي للتمويل الأصغر الإسلامى
بنك الكريمي للتمويل الأصغر الإسلامى (بالإنجليزية: Al-Kuraimi Islamic Microfinance Bank) هو مصرف للتمويل الأصغر الإسلامي تأسس في 05/08/1995 م . والمركز الرئيسي العاصمة صنعاء ومنذ تأسيس الشركة سعت لتطوير خدماتها المصرفية وتقديمها لعملائها داخل الوطن وإستقبال الحوالات من الخارج بأحدث تقنيات العصر وإيصال خدماتها إلى جميع مناطق الجمهورية اليمنية.

## الرسالة
يسعي بنك الكريمي المساهمة في التنمية الإقتصادية والإجتماعية لتحسين مستوى معيشة الفرد والمجتمع، ومواصلة التميز في تبوء موقع ريادي في تقديم خدمات وحلول مالية متنوعة ونوعية ومبتكرة تتمحور حول متطلبات العميل لكافة شرائح المجتمع اليمني في الداخل والخارج عن طريق خدمة عملاء نموذجية واستخدام أحدث التقنيات وتطوير آليات مهنية ذات تكلفة فعالة والتأقلم مع المستجدات والمتغيرات ليستمر عمل البنك في أصعب الظروف ويحقق عائد جيد للمودعين والمساهمين.

## الرؤية
الوصول إلى نظام مالي رقمي متاح لكل مواطن.

## الغايات
1.اسعاد العملاء :
استخدام تقنيات البحث والتطوير لابتكار خدمات ومنتجات رقمية تركز على احتياجات العملاء وتزيد من مستوى رضاهم وتقديمها بجودة وفعالية.
2.الانتشار النوعي:
تسهيل وصول العملاء للخدمات والمنتجات عن طريق قنوات نوعية ورقمية ذات تكلفة معقولة تمتاز بالتطور والحداثة.
3.البناء المؤسسي:
الاستمرار بتطوير أنظمة تقنية ومالية آمنة وتعزيز قنوات الاتصال والتواصل للاستقطاب والمحافظة على المواهب وبناء قدراتهم وفق أدلة وسياسات تلتزم بالممارسات والمعايير العالمية لتعظيم استخدام الموارد وتحسين الكفاءة التشغيلية للبنك.
4.التأقلم والمرونة مع متغيرات السوق:
التأقلم وسرعة الاستجابة مع متغيرات ومستجدات بيئة العمل الخارجية للاستمرار بتقديم خدماتنا في أصعب الظروف وابتكار أدوات ووسائل عمل تعزز من الاستمرارية والاستدامة للبنك.
5.بناء شراكات وعلاقات عمل:
تصميم منصات وشبكات تقنية ومالية آمنة تتكيف مع متطلبات السوق داخلياً وخارجياً وقادرة على خدمة شركاء العمل بسهولة وسرعة ذات منفعة للجميع.

## القيم
1. الالتزام : 
الالتزام أولاً بأحكام الشريعة الإسلامية في جميع تعاملاتنا وخدماتنا المصرفية وجميع الاستثمارات والتمويلات لابد من خضوعها لإشراف هيئة الرقابة الشرعية وقبلها لرقابتنا الذاتية واستشعار رقابة الله سبحانه وتعالى فنحن نتعبد الله في عملنا ونستشعر النية الصالحة في جميع الأوقات. قال تعالى:( وما خلقت الجن والإنس إلا ليعبدون). الذاريات الآية(56).
الالتزام بمعايير مهنية عالية و بأحدث التقنيات في أداء الخدمة للعملاء، قال صلى الله عليه وسلم: (إن الله يحب إذا عمل أحدكم عملاً أن يتقنه).رواه الطبراني.
الالتزام بانتقاء واختيار كادر بشري متميز يؤمن برسالة البنك و يؤمن كذلك بمنظومة القيم وترسيخ مبدأ أن معيار الكفاءة والفعالية في العمل هو أساس الترقي قال تعالى:(إن خير من استأجرت القوي الأمين)القصص الآية(26).
الالتزام بالقوانين والتشريعات وتعليمات جهات الإشراف والامتثال الطوعي لها بما يحقق المنفعة والقيمة المضافة للاقتصاد الوطني قال تعالى: (يأيها الذين آمنوا أوفوا بالعقود) المائدة الآية(1).
2. الأمانة :
نعمل بتفاني وإخلاص مستشعرين ثقل الأمانة وتبعاتها فالأمانة هي المحور الأساسي التي تدور حولها كل الأعمال، فلا نقبل بأي تفريط أو انتقاص للأمانة، فالأمانة مع الله أولاً ثم مع العملاء.
قال رسول الله صلى الله عليه وسلم: ( أد الأمانة لمن ائتمنك ولا تخن من خانك).

3. الاحترام :
نحترم بعضنا في بيئة العمل فلا نصدر أي إساءة سواء كانت باللفظ أو بالفعل على أي من عملائنا ونرد على الإساءة بالإحسان قال صلى الله عليه وسلم:(المسلم من سلم المسلمون من لسانه ويده)رواه البخاري.
نحترم جميع عملائنا مهما اختلف دينهم أو جنسهم أو مستوى تعليمهم ونستمد ذلك من أخلاقنا المستمدة من ديننا الإسلامي قال تعالى: ( ولقد كرمنا بني آدم) الإسراء الآية (70).
نحترم عملائنا فنحفظ خصوصيتهم وأسرارهم ولا يمكن إفشاءها أو تسريبها للغير قال تعالى:(يأيها الذين امنوا لا تخونوا الله والرسول وتخونوا أماناتكم وأنتم تعلمون ) الأنفال الآية (27) 
4. الوضوح و الشفافية : 
الوضوح في المهام والمسئوليات والإجراءات والأهداف وصياغتها بطريقة سهلة وبسيطة بحيث نتمكن من أن نؤدي وننجز أعمالنا بشفافية وتتسم علاقاتنا مع بعضنا أو مع عملائنا بالشفافية، من الوضوح التواصل المفتوح مع بعضنا ومع عملائنا فلا بد من فتح قنوات تواصل لأنها هي أهم وسيلة للوضوح والشفافية، فلا يوجد أي لبس أو غموض و إذا وجد يجب علينا شرحه وتوضيحه ونبتعد عن أي تعارض مصالح يظهر أثناء أدائنا لأعمالنا كما جاء في الحديث عن رسول الله صلى الله عليه وسلم قوله:(على رسلكما إنها صفية...الحديث)رواه البخاري ومسلم.

5.  حب الخير : 
تنعكس محبة الخير للآخرين في الرغبة في تقديم جميع منتجات وخدمات البنك للعملاء بقصد جلب الخير عن طريق تطوير أعمالهم، وتسهيل قضاء احتياجاتهم وتوفير خدماتنا لهم بمصداقية وسرعة وجودة في أصعب الظروف والأوقات. قال صلى الله عليه وسلم: (لا يؤمن أحدكم حتى يحب لأخيه ما يحب لنفسه) متفق عليه.

6. المسئولية الاجتماعية : 
إن المسؤولية الاجتماعية عملية شاملة ومتكاملة تؤثر في تماسك بنيان المجتمع وتحقق التوازن فيه، وتعمل على توظيف جميع طاقات ومقدرات المجتمع من خلال مشاركة جميع أفراده مما يشعرهم بقيمهم وبمكانتهم الاجتماعية، فيحرص الجميع على المصلحة العامة فيبذلون أقصى جهودهم ويعملون على تحقيقها وتسرهم رؤية نتائج جهودهم تقدماً وازدهاراً لمجتمعهم. فمسئوليتنا نحو مجتمعنا أن نحدث أثر وبصمة إيجابية ونساهم في تحقيق تنمية اجتماعية واقتصادية في بلدنا. قال صلى الله عليه وسلم: ( خير الناس أنفعهم للناس) رواه بن ماجه.

## بيان الاستراتيجية
سنطور أدوات البحث والتطوير لإبتكار خدمات ومنتجات مالية ورقمية تتناسب وتلبي احتياجات وتطلعات جميع فئات عملاء البنك لإسعادهم وتحقيق أعلى درجات الرضا للوصول لـ 6 مليون عميل فعّال بخدمات البنك بما يؤدي لزيادة الحصة السوقية للبنك في القطاع المصرفي.
سنسهل وصول جميع فئات المجتمع للخدمات والمنتجات البنكية لنتواجد في الحضر والريف وكل حي وقرية وسنواصل استهداف المغتربين اليمنيين ليكون البنك خيارهم الأفضل لربطهم بذويهم ووطنهم عن طريق قنوات نوعية ورقمية حديثة ومتطورة تمتاز بالتكلفة المعقولة.
سنستمر بتطوير الأنظمة التقنية والمالية الآمنة وسنعزز قنوات الاتصال والتواصل الداخلي من أجل استقطاب والمحافظة على المواهب وتطوير مهاراتهم وبناء قدراتهم وفق أدلة وسياسات مهنية واحترافية تلتزم بالممارسات والمعايير العالمية للمصرفية الإسلامية لتعظيم استخدام الموارد وتحسين الكفاءة التشغيلية ليكون بنك الكريمي للتمويل الأصغر الاسلامي هو البنك الأول في اليمن.
سنواصل عمليات التطوير والابتكار لأدوات ووسائل العمل لنكون أكثر تأقلماً وسرعةً في الاستجابة مع المتغيرات والمستجدات على جميع الأصعدة في بيئة العمل الخارجية للاستمرار بتقديم خدماتنا في أصعب الظروف وسنعزز من استمرارية واستدامة البنك عن طريق كفاءة استغلال الموارد واستثمار أصول البنك لتحقيق عوائد مجزية للمودعين والمساهمين.
سنبني شراكات وعلاقات عمل تحقق المنفعة للجميع عن طريق تصميم منصات وشبكات تقنية ومالية آمنة تتكيف مع متطلبات شركاء العمل على المستوى الداخلي والخارجي وتكون قادرة على تقديم الخدمات والمنتجات بسهولة وسرعة لنكون الخيار الأول للجهات والمنظمات العاملة في الجانب التنموي والإنساني والإغاثي.

## وصلات خارجية
موقع بنك الكريمي للتمويل الأصغر الإسلامى
لا توجد روابط لمواقع التواصل الاجتماعي.